# Jötunn
Pour le jeu vidéo, voir Jotun (jeu vidéo).
Les jötunn  ou les jötnar  (vieux norrois signifiant « géants ») sont, dans la mythologie nordique, des créatures humanoïdes personnifiant les forces de la nature, dotées d'une force impressionnante ainsi que, parfois, des pouvoirs divins comme celui de la métamorphose et de l'illusion. Ils sont à la fois prédécesseurs, parents et ennemis des dieux et vivent habituellement à Jötunheim où ils sont séparés de Midgard, le monde des humains, par de hautes montagnes ou des forêts denses. Tous les jötunn sont les fils d'Ymir, le géant hermaphrodite des origines selon la cosmogonie nordique. De sa sueur, Ymir enfanta un mâle et une femelle, et de l'union de sa jambe gauche et droite naquit un fils. Les géants de Jötunheim sont en guerre perpétuelle contre les dieux, qui sont généralement menés par Thor dans leur lutte. Ce sont des créatures chaotiques, par opposition aux dieux qui représentent l'ordre. Pendant le Ragnarök, les géants seront au premier rang de la bataille pour assaillir les dieux, et c'est le géant du feu Surt qui détruira l'ensemble des mondes avec son épée flamboyante.
Plus tard, dans le folklore scandinave, les trolls  reprennent bon nombre des fonctions de la notion plus ancienne de « géant ».

## Étymologie et terminologie
Les géants sont nommés jötunn en vieux norrois, prononcé [jɔtun], et au pluriel jötnar.
Jötunn pourrait avoir la même racine que manger (en proto-germanique) et, par conséquent, aurait eu le sens original de « glouton » ou « mangeur d'hommes », éventuellement dans le sens de personnifier le chaos et les forces destructrices de la nature. Dans la même logique, þurs pourrait être dérivé de « soif » ou de « soif de sang ».
On parlera aussi de Thurses (du vieux norrois þurs, translittéré « Thurs ») ou de Thurses du Givre (hrimthursar),.

## Nature
Les géants de la mythologie nordique sont, comme la plupart de leurs homonymes dans les mythologies européennes, des créatures incarnant la force brute et primordiale et le chaos des origines. Cette symbolique est renforcée par leur grande taille, qui n'est toutefois pas spécialement supérieure à celle des dieux. Certains géants ont une apparence horrible, des griffes, des crocs, et des caractéristiques déformées en dehors de leur taille généralement élevée. Certains d'entre eux peuvent même avoir plusieurs têtes, comme Thrivaldi qui en avait neuf, et certains monstres comme Jörmungand et Fenrir, deux enfants de Loki, sont parfois cités comme des « géants ».
Pourtant, quand les géants sont nommés et décrits plus étroitement, ils ont souvent des caractéristiques opposées. Ils sont également tous décrits comme très anciens, porteurs de la sagesse d'une époque révolue, Ymir et Surt sont ainsi plus vieux que tous les dieux nordiques, et Surt est peut-être encore plus ancien qu'Ymir. Mímir est le géant gardien de la Mimisbrunn (source de Mimir) qui renferme la sagesse et l'intelligence, dans le Jotunheim, sous une des racines d'Yggdrasil.
La parenté des géants avec les dieux est parfois extrêmement étroite. Les dieux sont fils, filles et époux de géants, et par conséquent peuvent être considérés eux aussi comme tels. Bestla (signifiant « épouse » ou « écorce » ) est la fille de Bölthorn, qui épousa Bur, fils du premier homme Búri, et eut trois fils qui sont les premiers dieux : Odin, Vili et Vé. Njörðr est marié à Skadi, Gerd, fille de Gymir et d'Aurboda et la plus belle des géantes, devient l'épouse de Freyr, Odin gagne l'amour de Gunnlod, et même Thor, le plus grand tueur de géants, a un enfant avec Járnsaxa, Magni. Vus comme tels, ils apparaissent comme des dieux mineurs eux-mêmes, le géant personnifiant la mer, Ægir, est ainsi beaucoup plus liés aux dieux que ceux qui occupent Jötunheim. Les habitations des géants ne diffèrent pas considérablement de celles des dieux.
Les géants sont habituellement mentionnés comme vivant à Jötunheimr, mais on en trouve aussi à Niflheimr, Utgarðr et Járnviðr. Dans certaines légendes et mythes, ils sont décrits comme ayant la même taille que les humains. Les géants sont étroitement liés aux éléments, ainsi, il existe des géants du feu et des géants des glaces.

## Mythes liés aux géants

### Origine

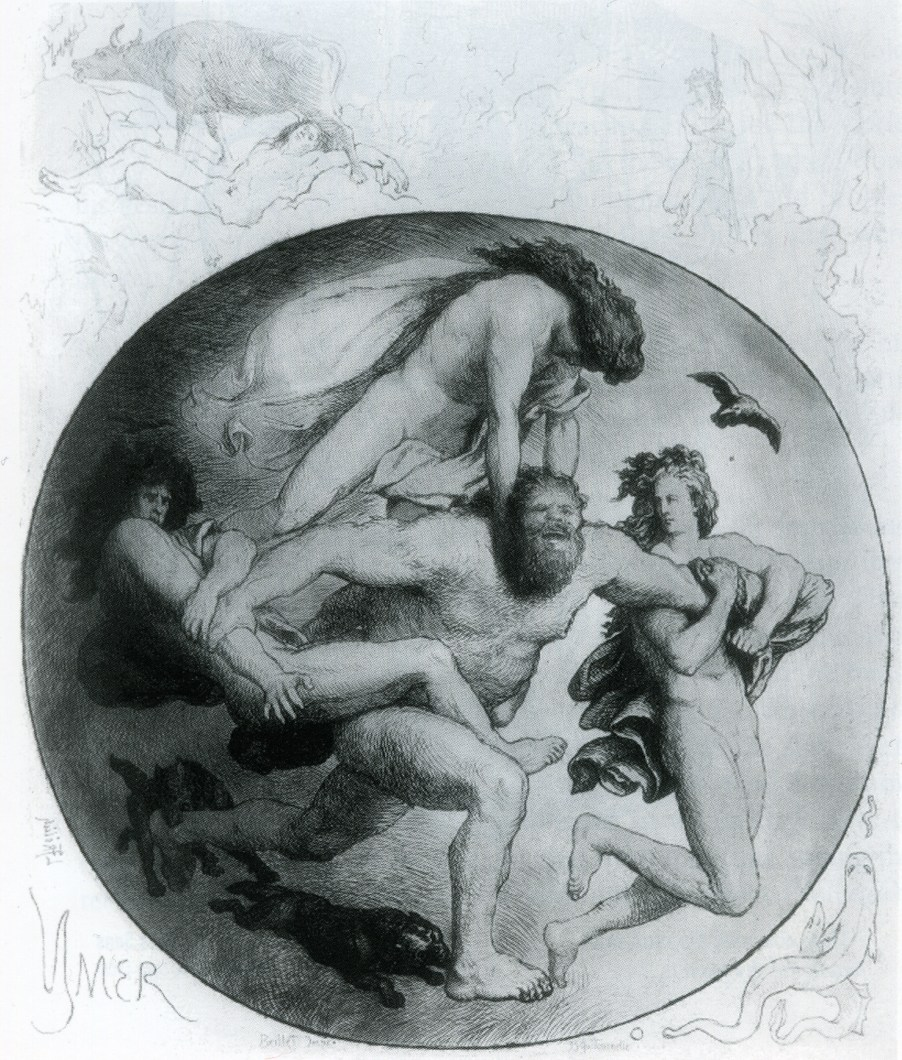
Ymir tué par les fils de Bur

Le premier être vivant formé dans le chaos primitif connu comme le Ginnungagap était un géant de taille monumentale né de la rencontre du feu et de la glace, appelé Ymir. Fondateur de la race des géants de givre et figure importante de la cosmologie scandinave, il est l'ancêtre de tous les autres géants. Alors qu'il dormait, un fils et une fille naquirent de ses aisselles, et ses deux pieds procréèrent et donnèrent naissance à un fils. Ces trois êtres ont donné la race des hrímþursar qui ont peuplé Niflheim, le monde des brumes, du froid et de la glace. Les dieux prétendent être nés d'un certain Bur. Le géant Ymir fut par la suite tué par Odin, Vili et Ve (les fils de Bur), qui le jetèrent dans le Ginnungagap. Le déluge causé par son sang fut si grand qu'il tua tous les géants, à part Bergelmir et sa femme, qui repeuplèrent le monde.

### La construction d'Asgard
C'est un géant déguisé qui prit le pari de construire une imprenable forteresse pour les dieux en l'espace de six mois. En échange de cette tâche, il exigeait le Soleil, la Lune et Freya. Le géant avançant très vite dans sa tâche, les dieux obtinrent de Loki qu'il le fasse échouer, et ce dernier y parvint en séduisant l'étalon du géant. Furieux, le géant maître-bâtisseur reprit sa véritable apparence et fut tué par Thor.

### La chevauchée de Hrungir et Odin

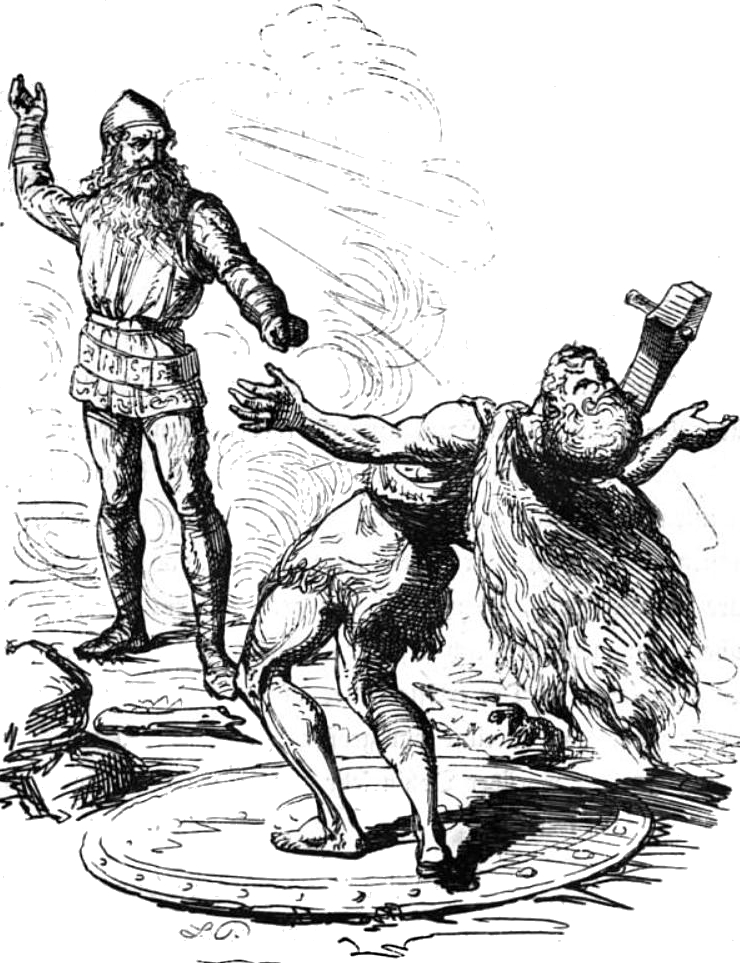
Thor tuant Hrungnir

Hrungnir est décrit comme le plus fort des géants des glaces, sa tête et son cœur sont en pierre. Au chapitre 17 du livre Skáldskaparmál, une histoire raconte qu'Odin chevauchait Sleipnir à travers le monde de Jötunheimr et parvint à la résidence du géant Hrungnir. Ce dernier lui demanda « quel genre de personne il pouvait être » pour porter un casque d'or, « chevaucher le ciel et l'eau » et dit à l'étranger qu'il avait un « merveilleux cheval ». Odin paria sa tête qu'aucun cheval aussi bon ne pourrait être trouvé dans tout Jötunheimr. Hrungnir admit que c'était certes un beau cheval, mais affirma qu'il était propriétaire d'un animal beaucoup plus rapide nommé Gullfaxi. Révolté, Hrungnir enfourcha Gullfaxi avec l'intention d'attaquer Odin pour se venger. Odin fit galoper Sleipnir aussi vite que possible devant Hrungnir, et, dans sa fureur, Hrungnir se trouva précipité dans les portes d'Asgard, où il fut tué par Thor.

### L'enlèvement d'Idunn

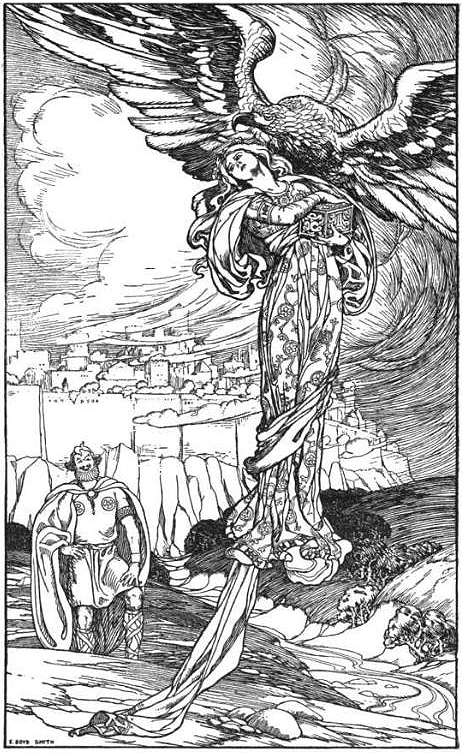
Thjazi, transformé en aigle, enlève Idunn. Dessin d'Elmer Boyd Smith

Un géant possédant le don de métamorphose entraîne Loki à sa suite sous forme d'aigle et n'accepte de le lâcher qu'à condition qu'il lui amène Idunn et ses pommes de jouvence. Le dieu accepte et Loki parvient à faire venir Idunn dans une forêt, Thjazi surgit alors sous sa forme d'aigle et s'empare de la déesse qu'il emmène dans son domaine de Thrymheim, dans les montagnes. Loki, sous la menace, avoue la vérité et s'engage à ramener la déesse, il s'envole pour le monde des géants et, trouvant Idunn seule, il la change en noix et l'emporte dans ses serres.
Lorsque Thjazi s'aperçoit de l'absence d'Idunn, il se transforme en aigle et se lance à la poursuite de Loki. Lorsque les dieux voient arriver Loki et le géant, ils préparent un feu qu'ils allument au passage des deux oiseaux : Loki, dieu du feu, en sort indemne, mais Thjazi y brûle ses plumes, le faisant tomber à l'intérieur d'Ásgard, où il est mis à mort.
Peu après, Skadi, la fille de Thjazi, vient à Ásgard venger la mort de son père, mais elle accepte finalement d'y renoncer à deux conditions : qu'il lui soit permis d'épouser un dieu, et que les dieux parviennent à la faire rire. Ces deux conditions sont remplies et, en guise de compensation, Odin (ou Thor) jette au ciel les yeux de Thjazi, qui deviennent des étoiles.

### Les épreuves d'Utgard
Lors d'un voyage à Jötunheim, Thor, Loki, Thialfi (et parfois Roskva) s'endormirent dans une étrange caverne qui s'avéra être en fait le gant du géant Skrymir, « immense » et endormi. Lorsque ce dernier se réveilla, Thor ne se montra pas agressif et ils voyagèrent quelque temps, Skryrmir proposa à Thor plusieurs défis de force auxquels le dieu échoue. Skrymir proposa aux dieux de leur montrer une voie vers Utgard où ils sont accueillis par Utgardloki, qui leur offre l'hospitalité et leur proposer à chacun des épreuves contre des géants. Loki échoue au concours de nourriture face à Logi, (qui signifie le feu qui dévore tout). Thialfi est battu à la course par Hugi, qui se révéla être la propre pensée d'Utgardloki. Thor participa à trois épreuves, il devait boire plus rapidement que son adversaire une corne remplie de bière, mais cette dernière était reliée à la mer et le dieu tente par trois fois de la finir, sans succès. Il est ensuite battu à la lutte par une grand-mère, puis il ne parvient pas à soulever le chat que lui désignait le géant. Thor et ses compagnons étaient dépités par cette terrible humiliation mais lors de leur départ Utgarloki les accompagne jusqu'à la sortie et leur révèle que tout n'était qu'illusions et magie. La corne dans laquelle Thor avait bu étaient reliée à l'océan et c'est ce qui créa les marées, la grand-mère symbolisait le temps qui passe contre lequel on ne peut pas lutter, et le chat était en réalité Jörmungand, et Utgardloki avoua que les géants furent très impressionnés par leurs prouesses.

### Thrym
Thrym (Þrymr) est un géant qui vola le marteau de Thor pour forcer les dieux à lui offrir Freya comme épouse. Thor le tua et massacra sa lignée pendant la cérémonie de mariage.

### Le Ragnarök

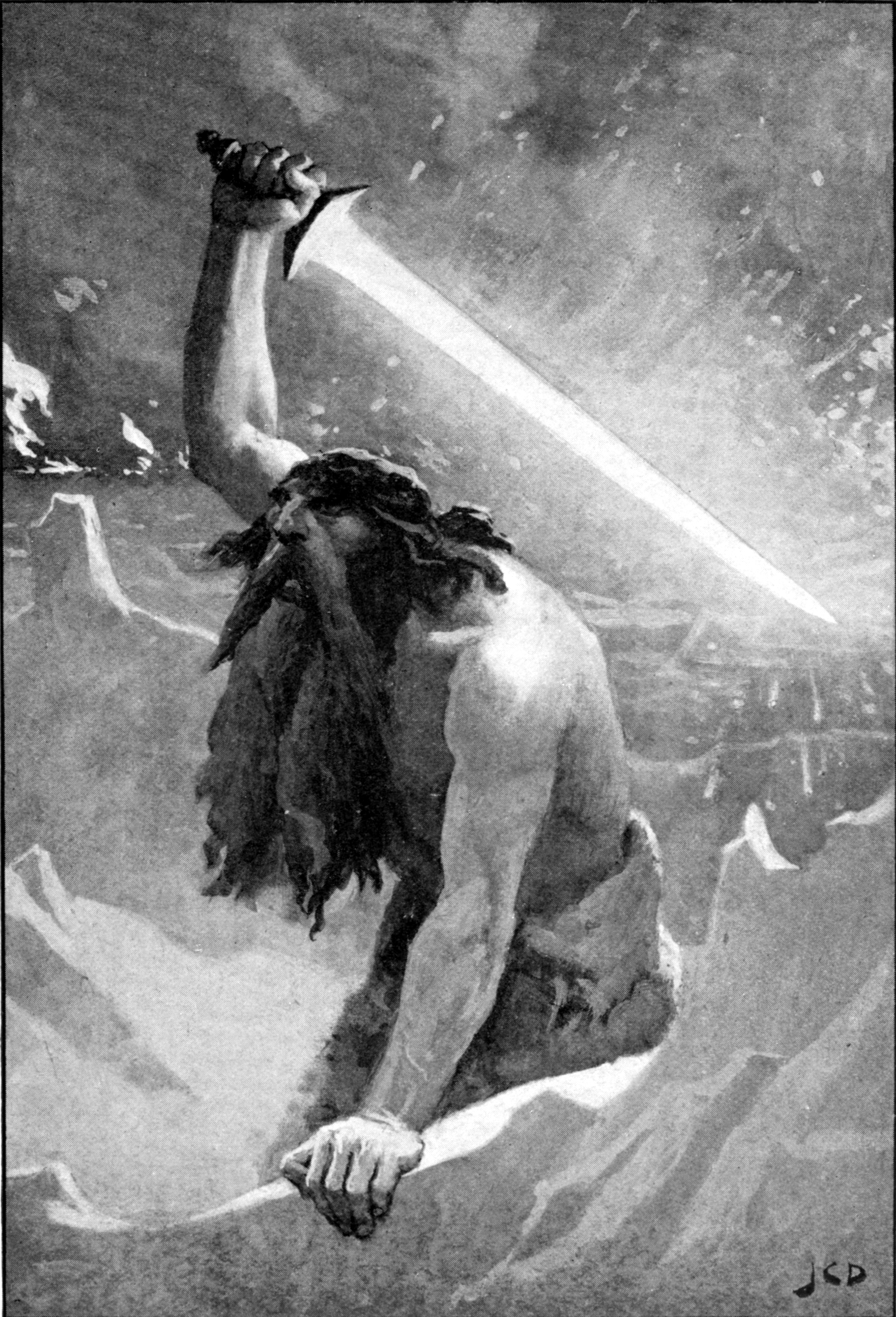
Surt détruisant les mondes avec son épée flamboyante (Dollman, 1909)

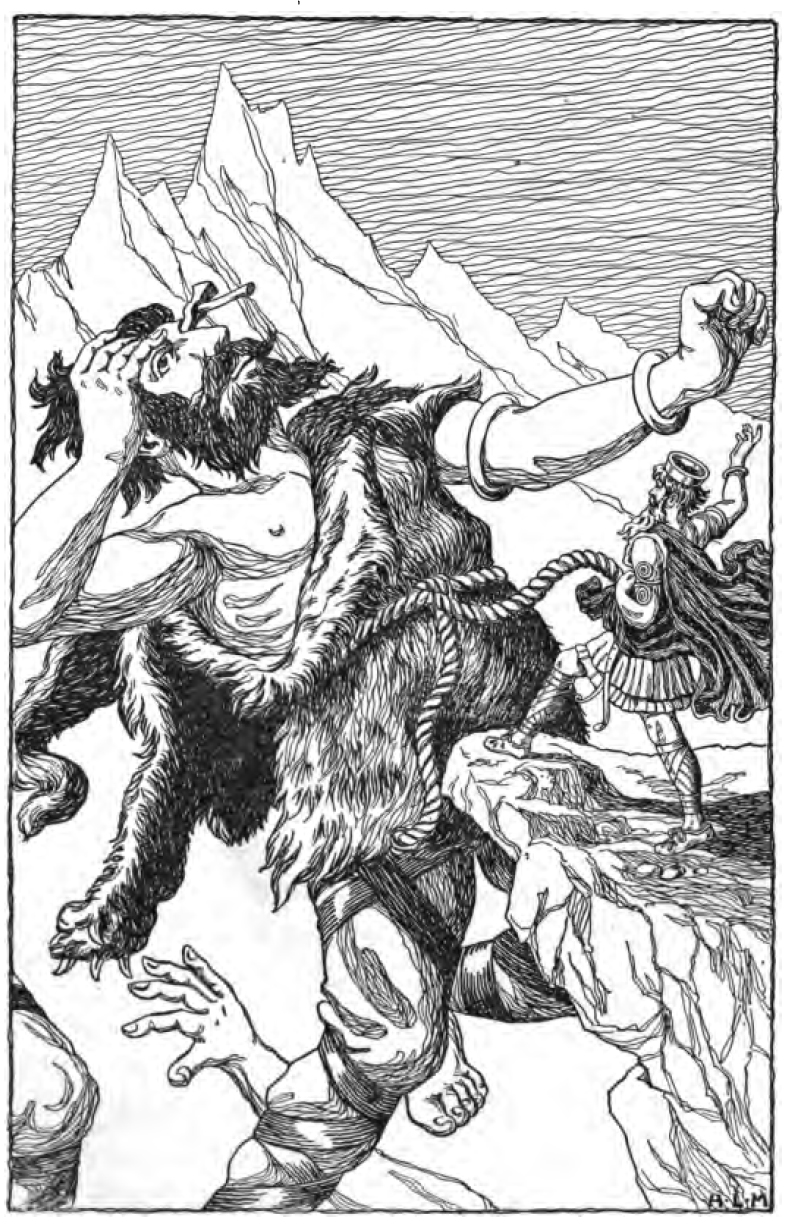
Thor affrontant un géant des glaces

L'affrontement du Ragnarök prend place sur la plaine de Vígríd et oppose les dieux Ases menés par Odin et appuyés par les Einherjar, aux géants du feu, les fils de Muspell menés par Surt, et aux géants de glace menés par Loki ainsi que plusieurs monstres dont le loup Fenrir et le serpent Jörmungand, et les morts indignes du Niflhel, l'enfer. La plupart des dieux et géants finissent par mourir au combat. Surt, le génie du feu dévastateur, chevauche sur le pont Bifröst et tue Freyr avant de déclencher un gigantesque incendie qui embrase et détruit la terre entière.

## Folklore scandinave
Dans le folklore scandinave, les trolls  ont repris la plupart des particularités attribuées aux « géants ». La chaîne de montagnes du Sud de la Norvège est également appelée en norvégien Jotunheimen, ou les montagnes de Jotunheim.

### Sources primaires
- L’Edda poétique [détail des éditions].
- Snorri Sturluson, L'Edda [détail des éditions].